# Física más allá del Modelo Estándar
La física más allá del Modelo Estándar se refiere a los desarrollos teóricos necesarios para explicar las deficiencias del Modelo Estándar, tales como el origen de la masa, el problema CP fuerte, la oscilación de neutrinos, la asimetría materia-antimateria, y la naturaleza de la materia oscura y la energía oscura. Otro problema recae sobre el marco matemático del propio Modelo Estándar – el Modelo Estándar es inconsistente con la relatividad general al punto de que una o ambas teorías ya no tienen sentido en sus descripciones bajo ciertas condiciones (por ejemplo, las conocidas singularidades gravitacionales del espacio-tiempo como el Big Bang y el horizonte de sucesos de los agujeros negros).
Las teorías que van más allá del Modelo Estándar incluyen varias extensiones del Modelo Estándar a través de la supersimetría, como el Modelo Estándar Supersimeétrico Mínimo (MSSM) y el Modelo Estándar casi-mínimamente Supersimétrico (NMSSM), o explicaciones completamente nuevas, como la teoría de cuerdas, la teoría M y las dimensiones extra. Ya que estas teorías tienden a reproducir completamente los fenómenos actuales, la pregunta es cual de estas teorías es la correcta, o al menos cuál es la "mejor opción" para llegar a una teoría del Todo, solo puede resolverse mediante experimentos y es una de las áreas de investigación más activas tanto en teoría como experimental.

## Problemas con el Modelo Estándar
A pesar de ser, hasta la fecha, la teoría de partículas con más éxito, el Modelo Estándar no es perfecto. Una gran parte de la producción publicada por los físicos consiste en nuevas propuestas de física "más allá del Modelo Estándar" que modificarían el Modelo Estándar de forma lo suficientemente sutil como para ser fiable con los datos existentes, pero abordando sus imperfecciones de forma lo suficientemente material como para predecir los resultados fuera del Modelo Estándar de los nuevos experimentos que puedan proponerse.

### Fenómenos no explicados
El Modelo Estándar es intrínsecamente una teoría incompleta. Existe un número de observaciones en la Naturaleza para las cuales el Modelo Estándar no proporciona una explicación adecuada.
- Gravedad. El Modelo Estándar no proporciona una explicación para la gravedad. El planteamiento de añadir simplemente un gravitón al Modelo Estándar no recrea lo que se observa experimentalmente sin otras modificaciones, aún por descubrir, en el Modelo Estándar. Además es incompatible con la teoría de la gravedad más exitosa hasta la fecha, la relatividad general.
- Materia oscura. Las observaciones cosmológicas nos dicen que el modelo estándar explica alrededor del 5% de la masa-energía presente en el universo. Alrededor del 26% debería ser materia oscura (el 69% restante es energía oscura) que se comportaría igual que el resto de la materia, pero que sólo interactúa débilmente (si es que lo hace) con los campos del Modelo Estándar. Sin embargo, el Modelo Estándar no proporciona ninguna partícula fundamental que sea una buena candidata a materia oscura.
- Energía oscura. Como ya se ha mencionado, el 69% restante de la energía del universo debería consistir en la llamada energía oscura, una densidad de energía constante para el vacío. Los intentos de explicar la energía oscura en términos de la energía del vacío del modelo estándar conducen a un desajuste de 120 órdenes de magnitud[4].
- Masa de los neutrinos. De acuerdo con el Modelo Estándar, los neutrinos son partículas sin masa. Sin embargo, los experimentos de las oscilaciones de neutrinos han demostrado que los neutrinos sí tienen masa. Los términos de masa para los neutrinos se pueden añadirse manualmente al Modelo Estándar, pero esto conduce a nuevos problemas teóricos. Por ejemplo, los términos de masa deben ser extraordinariamente pequeños y no está claro si las masas de los neutrinos surgirían del mismo modo que las masas de otras partículas fundamentales en el Modelo Estándar.
- Asimetría de la materia–antimateria. La mayoría del universo está hecho de materia. Sin embargo, el Modelo Estándar predice que la materia y la antimateria deben haber sido creadas en cantidades (casi) iguales si las condiciones iniciales del universo no implicarían una desproporción entre materia y antimateria. Sin embargo, no existe ningún mecanismo en el Modelo Estándar que explique suficientemente esta simetría.

Observaciones experimentales no explicadas
No se acepta ningún resultado experimental que contradiga definitivamente el Modelo Estándar en el nivel 5 σ,[5] ampliamente considerado como el umbral de un descubrimiento en física de partículas. Dado que cada experimento contiene cierto grado de incertidumbre estadística y sistémica, y que las propias predicciones teóricas casi nunca se calculan con exactitud y están sujetas a incertidumbres en las mediciones de las constantes fundamentales del Modelo Estándar (algunas de las cuales son minúsculas y otras sustanciales), es de esperar que algunas de las cientos de pruebas experimentales del Modelo Estándar se desvíen de él en cierta medida, incluso aunque no hubiera nueva física por descubrir.
En cualquier momento hay varios resultados experimentales en pie que difieren significativamente de una predicción basada en el Modelo Estándar. En el pasado, muchas de estas discrepancias han resultado ser casualidades estadísticas o errores experimentales que desaparecen a medida que se recogen más datos, o cuando los mismos experimentos se realizan con más cuidado. Por otro lado, cualquier física más allá del Modelo Estándar tendría que aparecer primero en los experimentos como una diferencia estadísticamente significativa entre un experimento y la predicción teórica. La tarea consiste en determinar cuál es el caso.
En cada caso, los físicos intentan determinar si un resultado es una mera casualidad estadística o un error experimental, por un lado, o un signo de nueva física, por otro. Los resultados estadísticamente más significativos no pueden ser meras casualidades estadísticas, sino que pueden deberse a un error experimental o a estimaciones inexactas de la precisión experimental. Con frecuencia, los experimentos se adaptan para ser más sensibles a los resultados experimentales que distinguirían el Modelo Estándar de las alternativas teóricas.
Algunos de los ejemplos más notables son los siguientes:
- Momento de dipolo magnético anómalo del muón - el valor medido experimentalmente del momento de dipolo magnético anómalo del muon (muon "g - 2") es significativamente diferente de la predicción del Modelo Estándar[6][7] Los resultados iniciales del experimento Muon g-2 del Fermilab con una desviación estándar σ de 4,2 "refuerzan la evidencia de nueva física"[8].
- Desintegración del mesón B, etc. - los resultados de un experimento BaBar pueden sugerir un excedente sobre las predicciones del Modelo Estándar de un tipo de desintegración de partículas ( B → D(*) τ- ντ ). En este caso, un electrón y un positrón colisionan, dando lugar a un mesón B y un mesón B de antimateria, que luego decae en un mesón D y un leptón tau, así como en un antineutrino tau. Aunque el nivel de certeza del exceso (3,4 σ en la jerga estadística) no es suficiente para declarar una ruptura con el Modelo Estándar, los resultados son una señal potencial de que algo va mal y es probable que afecten a las teorías existentes, incluidas las que intentan deducir las propiedades de los bosones de Higgs. [9] En 2015, LHCb informó de la observación de un exceso de 2,1 σ en la misma relación de fracciones de ramificación.[10] El experimento Belle también informó de un exceso.[11] En 2017, un metaanálisis de todos los datos disponibles informó de una desviación de 5 σ respecto al SM.
- Masa anómala del bosón W - los resultados de la Colaboración CDF, comunicados en abril de 2022, indican que la masa de un bosón W excede la masa predicha por el Modelo Estándar con una significación de 7 σ.[13]

### Detección del Bosón de Higgs
Hasta 2012, a excepción del bosón de Higgs, todas las demás partículas predichas por el Modelo Estándar habían sido observadas en colisionadores de partículas. La explicación del mecanismo de Higgs del Modelo Estándar predecía el bosón de Higgs, describiendo como la simetría de gauge débil SU(2) se rompe y como las partículas fundamentales obtienen masa. Búsquedas experimentales han determinado que si el Modelo Estándar es correcto, la masa probable debía estar entre 125 GeV/c2) y 126 GeV/c2, aunque extensiones simples del Modelo Estándar permiten que tenga una masa entre 185 GeV/c2 y 250 GeV/c2.
El 4 de julio de 2012 los científicos del gran colisionador de hadrones anunciaron el descubrimiento de una partícula consistente con el bosón de Higgs.

### Problemas teóricos
Algunos de los aspectos del modelo estándar se añaden de forma especial. Esto no representa un problema per se (es decir, la teoría funciona bien con estas características especiales), pero esto quiere decir que hay una falta de comprensión. Estas características especiales han motivado a los físicos teóricos a buscar teorías más fundamentales con menos parámetros. Algunas de estas características especiales son:
- El problema de jerarquía – el modelo estándar introduce partículas con masas a través de un proceso conocido como ruptura espontánea de simetría electrodébil provocado por el campo de Higgs. Dentro del modelo estándar, la masa de Higgs obtiene algunas correcciones cuánticas muy grandes debido a la presencia de partículas virtuales (la mayoría de ellas son quark cima virtuales). Estas correcciones son mucho más grandes que la masa de Higgs real. Esto significa que el parámetro de "Masa Desnuda" de Higgs en el modelo estándar debe ser ajustado de tal manera que cancele casi por completo las correcciones cuánticas. Este nivel de ajuste fino está considerado como no natural por muchos físicos teóricos.
- Problema CP fuerte – teóricamente se puede argumentar que el modelo estándar debe contener un término que rompa la simetría CP —relacionando la materia con la antimateria— en el sector de la interacción fuerte. Experimentalmente, sin embargo, no se ha encontrado semejante violación, lo que implica que el coeficiente de este término está muy próximo a cero. Este ajuste fino también se considera no-natural.
- Número de parámetros – el modelo estándar depende de 19 parámetros numéricos. Los valores de esto se conocen gracias a experimentos, pero el origen de los valores es desconocido. Algunos teóricos han intentado encontrar relaciones entre los diferentes parámetros, por ejemplo, entre las masas de las partículas en diferentes generaciones.

## Teorías de la Gran Unificación
El modelo estándar tiene tres simetrías gauge; el color SU(3), el isospin débil SU(2), y la simetría de hipercarga U(1), que corresponden a cada una de las tres interacciones fundamentales. Debido a la renormalización, las constantes acopladas de cada una de las tres simetrías varían con la energía en la cual son medidas. Alrededor de 10^19 GeV estos acoplamientos se vuelven aproximadamente iguales. Esto ha llevado a especular que por encima de esta energía, las tres simetrías de gauge del modelo estándar están unificadas en una única simetría de gauge con un grupo simple de gauge, y sólo una constante de acoplamiento. Por debajo de esta energía la simetría se rompe espontáneamente dando lugar a las simetrías del modelo estándar. La elección más popular para el grupo de unificación es el grupo unitario especial de cinco dimensiones SU(5) y el grupo ortogonal especial de diez dimensiones SO(10).
Las teorías que unifican las simetrías del modelo estándar de esta manera se llaman Teorías de la gran unificación (o GUTs), y la escala de energía a la cual la simetría unificada se rompe se llama la escala GUT. Generalmente, las teorías de la gran unificación predicen la creación de monopolos magnéticos al principio del universo y la inestabilidad del protón. Ninguno de los dos ha sido observado, y su ausencia pone un límite estricto a cualquier posible GUT.

## Supersimetría
La Supersimetría extiende el Modelo Estándar añadiendo una clase adicional de simetrías a la Lagrangiana. Estas simetrías intercambian partículas fermiónicas con bosónicas. Tal simetría predice la existencia de partículas supersimétricas, abreviadas como s-partículas, lo que incluye a los sleptones, squarks, neutralinos y charginos. Cada partícula del Modelo Estándar tendría un supercompañero cuyo spin se diferencia en 1/2 del de la partícula ordinaria. Debido a la ruptura de supersimetría, las s-partículas tienen mucha más masa que sus homólogas ordinarias; tienen tanta masa que los colisionadores de partículas actuales no son lo suficientemente potentes para producirlas, sin embargo, algunos físicos creen que las s-partículas serán detectadas cuando el gran colisionador de hadrones en el CERN comience a funcionar.

## Neutrinos
En el modelo estándar, los neutrinos tienen exactamente masa cero (se los considera sin masa). Esto es una consecuencia de que el modelo estándar sólo contenga neutrinos de izquierda. Sin un compañero de derechas adecuado, es imposible añadir un término de renormalización de masa al modelo estándar. Sin embargo, hay medidas que los neutrinos cambian espontáneamente de sabor, lo que implica que los neutrinos tienen masa. Estas medidas solo dan masas relativas a los diferentes sabores. La mejor idea de la masa absoluta de los neutrinos proviene de medidas de precisión del decaimiento del tritio, proporcionando un límite superior de 2 eV, lo que hace que sean al menos 5 órdenes de magnitud más ligeros que las demás partículas del modelo estándar. Esto significa que la extensión del modelo estándar no solo necesita explicar como los neutrinos obtienen masa, sino que también tienen que explicar por qué es tan pequeña.
Un acercamiento al añadir masa a los neutrinos es añadir neutrinos de derecha y hacer que estos se acoplen con los neutrinos de izquierda con un término de masa de Dirac. Los neutrinos de derecha tienen que ser estéril, lo que significa que no participan en ninguna de las interacciones del modelo estándar. Debido a que no tienen carga, los neutrinos de derecha pueden comportarse como sus propias antipartículas y tener un término de masa de Majorana. Como las otras masas de Dirac en el modelo estándar, se espera que la masa de Dirac de los neutrinos se genere mediante el mecanismo de Higgs, y, por tanto, se espera que sea de un orden de magnitud similar a las otras masas. La masa de Majorana de los neutrinos de derecha debe descubrirse a través de un método diferente y se espera que esté vinculada a alguna escala de energía de la nueva física más allá del modelo estándar. Sin embargo, cualquier proceso que incluya neutrinos de derecha será suprimido a bajas energías. La corrección debido a estos procesos suprimidos da efectivamente masa a los neutrinos de izquierda que es inversamente proporcional a la masa de Majorana de los de derecha, mecanismo conocido como mecanismo del balancín. La presencia de neutrinos de derecha pesados explica, por tanto, la pequeña masa de los neutrinos de izquierda y la ausencia de neutrinos de derecha en las observaciones. Para obtener masas efectivas de los neutrinos en un rango observable con masas de Dirac similares a las otras del modelo estándar, las masas de los neutrinos de derecha deben estar cerca de la escala GUT, uniendo los neutrinos de derecha a la posibilidad de una teoría de la gran unificación.
Los términos de masa mezclan neutrinos de diferentes generaciones. Esta mezcla está parametrizada por la matriz PMNS, la cual es la matriz análoga para los neutrinos de la matriz de mezcla de cuarks CKM. A diferencia de la mezcla de cuarks, que es casi mínima, la mezcla de neutrinos parece ser casi máxima. Esto ha llevado a varias especulaciones de simetrías entre las distintas generaciones que podrían explicar los patrones de mezcla. La matriz de mezcla también podría contener algunas fases complejas que rompan la invarianza CP, aunque no hay prueba experimental de estas. Estas fases podrían crear potencialmente un extra de leptones sobre los anti-leptones en el universo primitivo, un proceso conocido como leptogénesis. Esta simetría podría, en una etapa posterior, convertirse en un exceso de bariones sobre los anti-bariones, y explicar la asimetría entre materia y antimateria en el universo.
Los neutrinos ligeros no pueden explicar la materia oscura perdida porque no tienen suficiente masa. Encima, las simulaciones de formación de estructuras demuestran que están demasiado calientes —es decir, su energía cinética es grande comparada con su masa— mientras que la formación de estructuras similar a la de las galaxias en nuestro universo requiere materia oscura fría. Las simulaciones muestran que los neutrinos pueden explicar como mucho un pequeño porcentaje de la materia oscura que falta. Los neutrinos pesados estériles de derecha son, sin embargo, posibles candidatos para la interacción débil de partículas masivas de la materia oscura.

## Teorías del todo

### Teoría de cuerdas
Existen extensiones, revisiones, sustituciones y reorganizaciones del modelo estándar con el objetivo de corregir éstos y otros problemas. La teoría de cuerdas es una de estas reinvenciones, y muchos físicos teóricos creen que tales teorías son el siguiente paso teórico a una verdadera Teoría del todo. Algunos creen que las teorías de gravedad cuántica como la gravedad cuántica de bucles y otras son candidatos prometedores para una unificación matemática de la teoría cuántica de campos y la relatividad general, requiriendo así cambios menos dramáticos a las teorías que ya existen. Sin embargo, un nuevo documento enviado a Nature pone límites estrictos a los efectos putativos de la gravedad cuántica sobre la velocidad de la luz, y pone en situación desfavorable a algunos modelos actuales de la gravedad cuántica.
De entre las numerosas variantes de la Teoría de cuerdas, muchos piensan que la Teoría M, cuya existencia matemática se propuso por primera vez en una Conferencia de Cuerdas en 1995, puede ser una adecuada candidata para una "ToE", entre ellos los físicos destacados Brian Greene y Stephen Hawking. Aunque todavía no se conoce una descripción matemática completa, existen soluciones a la teoría para casos específicos. Trabajos recientes han propuesto también modelos de cuerdas alternativos, algunos de los cuales carecen de varias propiedades "difíciles de probar" de la Teoría M (por ejemplo, la existencia de las variedades de Calabi-Yau, muchas dimensiones extra, etc.) incluyendo los trabajos de físicos como Lisa Randall.

## Posibles nuevas partículas
- Axión: una partícula subatómica hipotética. Su existencia fue postulada para explicar la conservación de la simetría CP en el marco de la cromodinámica cuántica (QCD), suponiendo que sería una partícula de masa muy pequeña y sin carga eléctrica. Podría resolver el problema de la materia oscura.
- Neutralinos: es una partícula elemental hipotética. Es un fermión, y es eléctricamente neutra que aparece en algunas versiones de las teorías o modelos de partículas con supersimetría.
- WIMPs: weakly interacting massive particles o, partículas masivas que interactúan débilmente, son partículas hipotéticas que podrían explicar la materia oscura.